# NGC 433
NGC 433 (również OCL 319) – gromada otwarta znajdująca się w gwiazdozbiorze Kasjopei. Odkrył ją John Herschel 29 września 1829 roku. Jest położona w odległości ok. 7,6 tys. lat świetlnych od Słońca.